# Championnat d'Ukraine de rugby à XV 2017
 (mai 2025).
Si vous disposez d'ouvrages ou d'articles de référence ou si vous connaissez des sites web de qualité traitant du thème abordé ici, merci de compléter l'article en donnant les références utiles à sa vérifiabilité et en les liant à la section « Notes et références ».
 (juin 2025).
Motif : Coquille vide sans rédaction ni la moindre source. L'article principal (à compléter) devrait être suffisant pour aborder cette compétition
- Archive Wikiwix
- Bing
- Cairn
- DuckDuckGo
- E. Universalis
- Gallica
- Google
- G. Books
- G. News
- G. Scholar
- Persée
- Qwant
- (zh) Baidu
- (ru) Yandex
- (wd) trouver des œuvres sur Wikidata

| 1. | Préciser le motif de la pose du bandeau. | Précisez le motif de la pose du bandeau en utilisant la syntaxe suivante : {{admissibilité à vérifier\|date=juin 2025\|motif=remplacez ce texte par le motif}}                                                |
| 2. | Informer les utilisateurs concernés.     | Pensez à avertir le créateur de l'article, par exemple, en insérant le code ci-dessous sur sa page de discussion : {{subst:avertissement admissibilité à vérifier\|Championnat d'Ukraine de rugby à XV 2017}} |

Navigation
Championnat d'Ukraine 2016 Championnat d'Ukraine 2018
Le championnat d'Ukraine de rugby à XV 2017 (ou Superliga 2017) est une compétition de rugby à XV qui oppose les dix meilleurs clubs ukrainiens. La compétition se divise en deux poules et se termine par une finale en match aller-retour.

## Clubs participants

### Poule Est
| Olymp Polytechnic Rebels Dniepr Gornyak |

| Équipe                 | Ville          |
| ---------------------- | -------------- |
| RC Olymp               | Kharkov        |
| RC Epokha-Polytechnic  | Kiev           |
| Rebels RC              | Kiev           |
| RC Dniepr              | Dnipropetrovsk |
| RC Gornyak - PAO KZHRC | Kryvy Rih      |

### Poule Ouest
| Podillya Sokol Antares Rivne Roland |

| Équipe                   | Ville           |
| ------------------------ | --------------- |
| RC Podillya Khmelnytskyi | Khmelnytskyi    |
| RC Sokol                 | Lviv            |
| RC Antares               | Kiev            |
| RC Rivne                 | Rivne           |
| RC Roland                | Ivano-Frankivsk |

## Résumé des résultats

### Poule Est
Le classement de la poule Est 2017 est :
| Rang | Club                   | J | V | N | D | Bo | Bd | Pm  | Pe  | Diff | Pts |
| ---- | ---------------------- | - | - | - | - | -- | -- | --- | --- | ---- | --- |
| 1    | RC Olymp (T)           | 8 | 8 | 0 | 0 | 8  | 0  | 738 | 20  | +718 | 40  |
| 2    | RC Epokha-Polytechnic  | 8 | 6 | 0 | 2 | 6  | 0  | 308 | 181 | +127 | 30  |
| 3    | Rebels RC              | 8 | 3 | 0 | 5 | 3  | 0  | 176 | 360 | -184 | 13¹ |
| 4    | RC Dniepr              | 8 | 2 | 0 | 6 | 1  | 0  | 95  | 400 | -305 | 9   |
| 5    | RC Gornyak - PAO KZHRC | 8 | 1 | 0 | 7 | 2  | 0  | 109 | 465 | -356 | 6   |

¹ Les Rebels ont déclaré forfait face à Olymp.
|  | Qualification pour la demi-finale (no 1)             |
|  | Qualification pour les quarts de finale (no 2, no 3) |
|  | T : tenant du titre 2016                             |

Attribution des points : victoire sur tapis vert : 5, victoire : 4, match nul : 2, défaite : 0, forfait : -2 ; plus les bonus (offensif : 4 essais marqués ; défensif : défaite par 7 points d'écart ou moins).

### Poule Ouest
| Rang | Club        | J | V | N | D | Bo | Bd | Pm  | Pe  | Diff | Pts |
| ---- | ----------- | - | - | - | - | -- | -- | --- | --- | ---- | --- |
| 1    | RC Podillya | 8 | 8 | 0 | 0 | 7  | 0  | 321 | 76  | +245 | 39  |
| 2    | RC Sokol    | 8 | 6 | 0 | 2 | 4  | 0  | 226 | 95  | +131 | 28  |
| 3    | RC Antares  | 8 | 4 | 0 | 4 | 4  | 0  | 189 | 157 | +32  | 18¹ |
| 4    | RC Rivne    | 8 | 1 | 0 | 7 | 1  | 0  | 87  | 335 | -248 | 3¹  |
| 5    | RC Roland   | 8 | 1 | 0 | 7 | 1  | 1  | 109 | 465 | -356 | 0¹  |

¹ Antares a déclaré forfait face à Podillya.
Rivne a déclaré forfait face à Antares.
Roland a déclaré forfait face à Sokol, Rivne et Antares.
|  | Qualification pour la demi-finale (no 1)             |
|  | Qualification pour les quarts de finale (no 2, no 3) |
|  | T : tenant du titre 2016                             |

Attribution des points : victoire sur tapis vert : 5, victoire : 4, match nul : 2, défaite : 0, forfait : -2 ; plus les bonus (offensif : 4 essais marqués ; défensif : défaite par 7 points d'écart ou moins).

### Résultats détaillés

#### Poule Est
L'équipe qui reçoit est indiquée dans la colonne de gauche.	
| Clubs                  | DNI   | EPO  | GOR   | OLY   | REB   |
| ---------------------- | ----- | ---- | ----- | ----- | ----- |
| RC Dniepr              |       | 5-34 | 31-17 | 0-89  | 34-10 |
| RC Epokha-Polytechnic  | 62-0  |      | 42-0  | 14-65 | 46-14 |
| RC Gornyak - PAO KZHRC | 32-19 | 5-50 |       | 0-94  | 24-49 |
| RC Olymp               | 109-0 | 86-3 | 133-0 |       | 30-0  |
| Rebels RC              | 47-6  | 6-57 | 47-31 | 3-132 |       |

|  | Victoire à domicile |  | Match nul |  | Défaite à domicile |

#### Poule Ouest
L'équipe qui reçoit est indiquée dans la colonne de gauche.	
| Clubs       | ANT   | POD   | RIV   | ROL   | SOK   |
| ----------- | ----- | ----- | ----- | ----- | ----- |
| RC Antares  |       | 20-44 | 30-0  | 30-0  | 5-16  |
| RC Podillya | 30-0  |       | 59-6  | 45-13 | 15-6  |
| RC Rivne    | 13-41 | 9-66  |       | 30-0  | 12-53 |
| RC Roland   | 19-48 | 14-33 | 26-10 |       | 12-18 |
| RC Sokol    | 35-15 | 8-29  | 60-7  | 30-0  |       |

|  | Victoire à domicile |  | Match nul |  | Défaite à domicile |

### Phase finale
|  | Quarts-de-finale       | Quarts-de-finale |                       |                        | Demi-finales | Demi-finales |  |  | Finale | Finale |
|  | Quarts-de-finale       | Quarts-de-finale |                       |                        | Demi-finales | Demi-finales |  |  | Finale | Finale |
|  |                        |                  |                       |                        |              |              |  |  |        |        |
|  |                        |                  |                       |                        |              |              |  |  |        |        |
|  |                        |                  |                       |                        |              |              |  |  |        |        |
|  | RC Podillya            | 33               |                       |                        |              |              |  |  |        |        |
|  | RC Podillya            | 33               | RC Epokha-Polytechnic | 3                      |              |              |  |  |        |        |
|  | RC Antares             | 6                | RC Epokha-Polytechnic | 3                      |              |              |  |  |        |        |
|  | RC Antares             | 6                | RC Antares            | 15                     |              |              |  |  |        |        |
|  |                        |                  | RC Antares            | 15                     | RC Olymp     | 34           |  |  |        |        |
|  |                        |                  |                       |                        | RC Olymp     | 34           |  |  |        |        |
|  |                        | RC Podillya      | 8                     |                        |              |              |  |  |        |        |
|  | RC Sokol               | RC Podillya      | 8                     | 57                     |              |              |  |  |        |        |
|  | RC Sokol               | RC Olymp         | 30                    | 57                     |              |              |  |  |        |        |
|  | Rebels RC              | RC Olymp         | 30                    | 32                     |              |              |  |  |        |        |
|  | Rebels RC              | RC Sokol         | 0                     | 32                     |              |              |  |  |        |        |
|  |                        | RC Sokol         | 0                     | Match pour la 3e place |              |              |  |  |        |        |
|  | Match pour la 5e place |                  |                       |                        |              |              |  |  |        |        |
|  |                        |                  |                       |                        |              |              |  |  |        |        |
|  |                        |                  |                       |                        |              |              |  |  |        |        |
|  | RC Epokha-Polytechnic  | 30               | RC Antares            | 15                     |              |              |  |  |        |        |
|  | RC Epokha-Polytechnic  | 30               | RC Antares            | 15                     |              |              |  |  |        |        |
|  | Rebels RC              | 0                | RC Sokol              | 8                      |              |              |  |  |        |        |
|  | Rebels RC              | 0                | RC Sokol              | 8                      |              |              |  |  |        |        |